# Ctenostegus hansoni
Ctenostegus hansoni — вид паразитичних ос-павуколовів. Описаний у 2022 році.

## Етимологія
Цей вид названий на честь Люка Гансона, який разом зі своєю родиною та Австралійським географічним товариством зробив можливими експедиції на острів Лорд-Гав.

## Поширення
Ендемік австралійського острова Лорд-Гав.